# Thomas Deuschle
Thomas Deuschle (* 10. August 1968 in Crailsheim) ist ein deutscher Politiker (CDU). Seit 2022 ist er Oberbürgermeister von Waghäusel.

## Leben
Deuschle absolvierte 1988 das Abitur in Crailsheim. Anschließend leistete er Wehrdienst in Erndtebrück und Lauda-Königshofen. Daraufhin studierte er Rechtswissenschaft an der Julius-Maximilians-Universität Würzburg mit zwei Auslandssemestern an der Universität Siena. 1996 legte er das erste Staatsexamen ab. Das Referendariat absolvierte er in Bamberg. 1999 legte er das zweite Staatsexamen ab. Im Anschluss arbeitete er kurzzeitig bei der Bayerischen Landeszentrale für neue Medien in München. Von 2000 bis 2009 war er in verschiedenen Funktionen der Kommunalverwaltung der Stadt Kornwestheim tätig. Am 1. November 2009 trat er seinen Dienst als Erster Beigeordneter der Stadt Waghäusel an. Dieses Amt hatte er bis zu seinem Amtsantritt als Oberbürgermeister 2022 inne. Ab deren Erhebung zur Großen Kreisstadt im Jahr 2013 führte er die Amtsbezeichnung Bürgermeister.
Deuschle ist evangelisch, verheiratet und hat drei Kinder. Er wohnt im Waghäuseler Stadtteil Wiesental.

## Politik
Deuschle ist seit 2014 für die CDU Mitglied des Kreistags des Landkreises Karlsruhe.
Bei der Bürgermeisterwahl in Waghäusel erhielt Deuschle im ersten Wahlgang am 6. März 2022 47,4 Prozent der Stimmen. Bei der Neuwahl am 20. März 2022 wurde er mit 59,5 Prozent der Stimmen zum Oberbürgermeister von Waghäusel gewählt. Er folgte Walter Heiler (SPD) nach und trat sein Amt am 1. Juni 2022 an.